# Cavie
Cavie (Haunted) è un romanzo dello scrittore statunitense Chuck Palahniuk, pubblicato nel 2005.
Il libro è stato tradotto in francese, spagnolo, polacco, turco e numerose altre lingue.

## Trama
Cavie è un romanzo composto da ventitré storie, raccontate dai protagonisti. Questi sono degli aspiranti scrittori, caratterizzati da un passato allucinato e da un presente assurdo. Sono attirati da un annuncio sul giornale che recita: "Ritiro per scrittori: abbandona la tua vita per tre mesi", e promette vitto e alloggio gratuiti, tre mesi di stand-by con il resto del mondo, in un clima di totale immersione nel loro lavoro, la scrittura. In realtà la allettante promessa non si rivelerà altro che una trappola tesa loro dal signor Whittier, un crudele vecchio in carrozzella che vuole sfruttare i malcapitati, le loro storie e le loro vite.
Nel corso del romanzo la tensione dei singoli racconti cresce sempre di più, passando per i vari contesti umani dei malcapitati: grotteschi, ossessivi, oscuri, comici, avventurosi, disgustosi. Viene a galla così la linea comune che unisce le storie, ovvero la ricerca del successo a tutti i costi, che contraddistingue l'universo mass-mediatico del nostro tempo. Così il testo non è solo una semplice critica ai Reality show, ma mostra gli spietati compromessi a cui si scende pur di essere per un solo attimo sulla cresta dell'onda, o almeno per credere che sia così.
Personaggi e racconti
1. Budella di San Vuotabudella (Saint Gut-Free)
2. Lavorare con i piedi di Madre Natura (Mother Nature)
3. La stanza verde di Miss America (Miss America)
4. A spasso per i quartieri bassi di Lady Barbona (Lady Baglady)
5. Il canto del cigno de Il Conte della Calunnia  (The Earl of Slander)
6. Anni da cani del signor Whittier (Brandon Whittier)
7. Ambizione del Duca dei Vandali (The Duke of Vandals)
8. Postproduzione della signora Clark (Tess Clark)
9. Esodo della Direttrice Negazione (Director Denial)
10. Rintronati del Reverendo Senzadio (Reverend Godless)
11. Rituale de Il Mezzano (The Matchmaker)
12. La scatola degli incubi della signora Clark
13. Crepuscolo civile di Sorella Vigilante (Sister Vigilante)
14. Collocazione del prodotto de Lo Chef Assassino (Chef Assassin)
15. Dare voce al risentimento di Camerata Stizza (Comrade Snarky)
16. Invalidità di Agente Lingualunga (Agent Tattletale)
17. Tesi de L'Anello Mancante (The Missing Link)
18. La ragazza dei manifesti della signora Clark
19. Non si può andare avanti così della Contessa Preveggenza  (The Countess Foresight)
20. Bagni caldi della Baronessa Assiderata (The Baroness Frostbite)
21. Cassandra della signora Clark
22. Spiriti maligni di Miss Starnuto (Miss Sneezy)
23. Obsoleto del signor Whittier

## Edizioni in italiano
- Chuck Palahniuk, Cavie, traduzione di Matteo Colombo, Giuseppe Iacobaci, collana Strade Blu, Arnoldo Mondadori, 2005, ISBN 88-04-54438-4.
- Chuck Palahniuk, Cavie: [un romanzo di storie], traduzione di Matteo Colombo e Giuseppe Iacobaci, Milano: Mondadori, 2005
- Chuck Palahniuk, Cavie traduzione di Matteo Colombo e Giuseppe Iacobaci, Milano: Oscar Mondadori, 2006